# Kuijõe
Kuijõe – wieś w Estonii, w prowincji Lääne, w gminie Risti. 